# Seversk
Seversk (rusky Се́верск) je uzavřené město v Ruské federaci. Nachází se v Tomské oblasti, 13 km severozápadně od města Tomsk, na pravém břehu řeky Tom.
Statut města má od roku 1956. Žije zde něco přes 100 tisíc obyvatel. Ve městě se nachází Severská státní technologická akademie, která je součástí Tomské polytechnické univerzity.
Dlouhodobým primátorem města byl v letech 1984 – 2010 Nikolaj Ivanovič Kuzměnko.

## Názvy
Město bylo založeno v roce 1949 pod názvem Pjatyj Počtovyj (Пя́тый Почто́вый), v letech 1954–1992 neslo název Tomsk-7 (Томск-7). Samotný název Tomsk-7 bylo ve skutečnosti číslo poštovní přihrádky (rusky Почтовый ящик № 5 udávající přibližnou polohu poblíž Tomsku.

## Průmysl
V Seversku je situován chemický průmysl a nachází se zde několik jaderných reaktorů sloužících k obohacování uranu a výrobě plutonia. Vzhledem ke smlouvě mezi Ruskem a USA z roku 2003 jsou nyní dva ze tří reaktorů odstavovány. V těchto prostorách jsou také vyráběny a uchovávány jaderné hlavice. 6. dubna 1993 zde explodovala nádrž obsahující vysoce radioaktivní roztok, tato událost byla kvalifikována jako vážná jaderná havárie.

## Uzavřené město

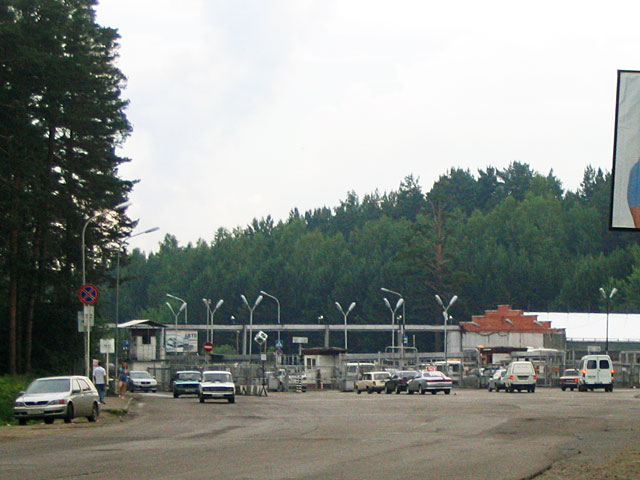
Zvláštní kontrolní stanoviště před vstupem do města

Za dob Sovětského svazu byl Seversk přísně utajovaným uzavřeným městem. Změnu přineslo až prohlášení prezidenta Borise Jelcina z roku 1992, které městům tohoto typu povolilo užívat svá pravá jména. Poloha Seversku nebyla do této doby vyznačena ani na mapách.
Po mnoho let platila pro obyvatele města striktní omezení týkající se možnosti příchodu a odchodu z města. Pokud někdo například opouštěl město, musel projít přes zvláštní kontrolní stanoviště a bylo mu zakázáno podávat jakékoli informace o jeho práci, či místě bydliště. V roce 1987 byla nicméně některá z těchto opatření zrušena vlivem zvyšujícího se počtu obyvatel pracujících a studujících v nedalekém Tomsku.
Navzdory nařízením zmírňujících tato opatření zůstává město pro veřejnost (kromě rezidentů) stále uzavřeno. Pro vstup do města je zřízeno šest speciálních kontrolních stanovišť, kde musí návštěvníci ukazovat vstupní dokumenty. Povolení ke vstupu do města může být získáno prostřednictvím cílové instituce návštěvy, nebo z důvodu návštěvy příbuzných. Před květnem 2007 se návštěvníci museli namísto u stanovišť, hlásit na zvláštním úřadě v Tomsku.

## Obyvatelstvo
Podle údajů zde v roce 2002 žilo 114 600 obyvatel a v roce 2008 107 126 obyvatel .